# サンゴアナナス
サンゴアナナス Aechmea fulgens はパイナップル科の植物。花序と丸い子房が真っ赤になって珊瑚玉のようなのでこの名がある。観賞用に栽培される。

## 特徴
多年生の着生植物。葉は剣状だが先端は丸い。葉は10数枚がロゼット状につき、四方に広がって伸び、長さ35-45cm、幅6-7cmになり、葉質は革質で縁はゆるく波打ち、また細かな棘状の突起が並ぶ。表面は光沢のある暗緑色を呈し、灰緑色の横縞がある。また表裏共に白い粉を吹いたようになっている。
花は葉の中心より出た花序につく。花序は高さ20cmほど、円錐花序に多数の花をつける。花数は80-100個にもなる。花には丸く膨らんだ子房と萼片があり、そのいずれもが真っ赤に染まる。花弁はその先端にあり青紫で美しい。ただし花弁は開かずに3日ばかりで枯死する。しかし子房と萼片はそのままの鮮やかな色を3ヶ月にもわたって維持する。
和名はこの花序と子房が珊瑚玉のように見えることに依る。園芸方面では学名仮名読みのエクメア、あるいはエクメア・フルゲンスも用いられる。

## 分布と生育環境
原産地はブラジル。樹上や岩の上に根で着生する。

## 分類
本属は約200種がメキシコからアルゼンチンに分布する。
種内変異としては以下の変種が知られる。
- A. fulgens var. discolor Brongn.　ウラベニサンゴアナナス

葉裏が暗赤紫色で著しく粉を吹くもの。また基本変種よりやや大型で葉の揃いがいいとも。

## 利用
観賞用に栽培される。日本には昭和初年に入った。上記のように花そのものの寿命は短いものの花序は美しい姿を長く保つので鑑賞出来る期間が長い。変種も同様に鑑賞される。葉裏が美しい。
同属には他にも観賞用に栽培される種は幾つかある。シマサンゴアナナス A. fasciata もよく見かけるもので、アナナス類でもっとも親しまれているとも。ただし花序は短く纏まり、苞がよく発達するので見た目はかなり異なる。

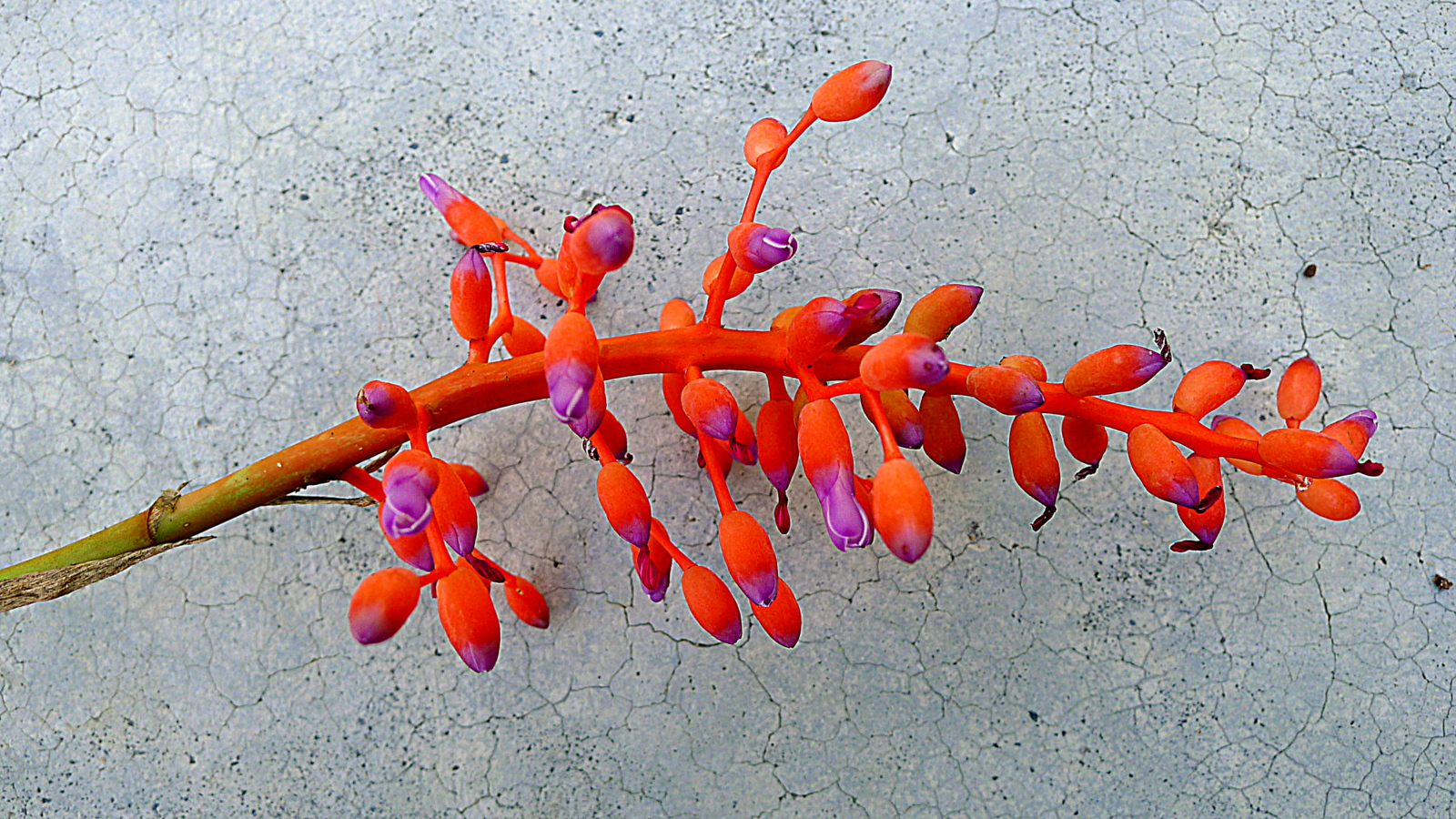
花序
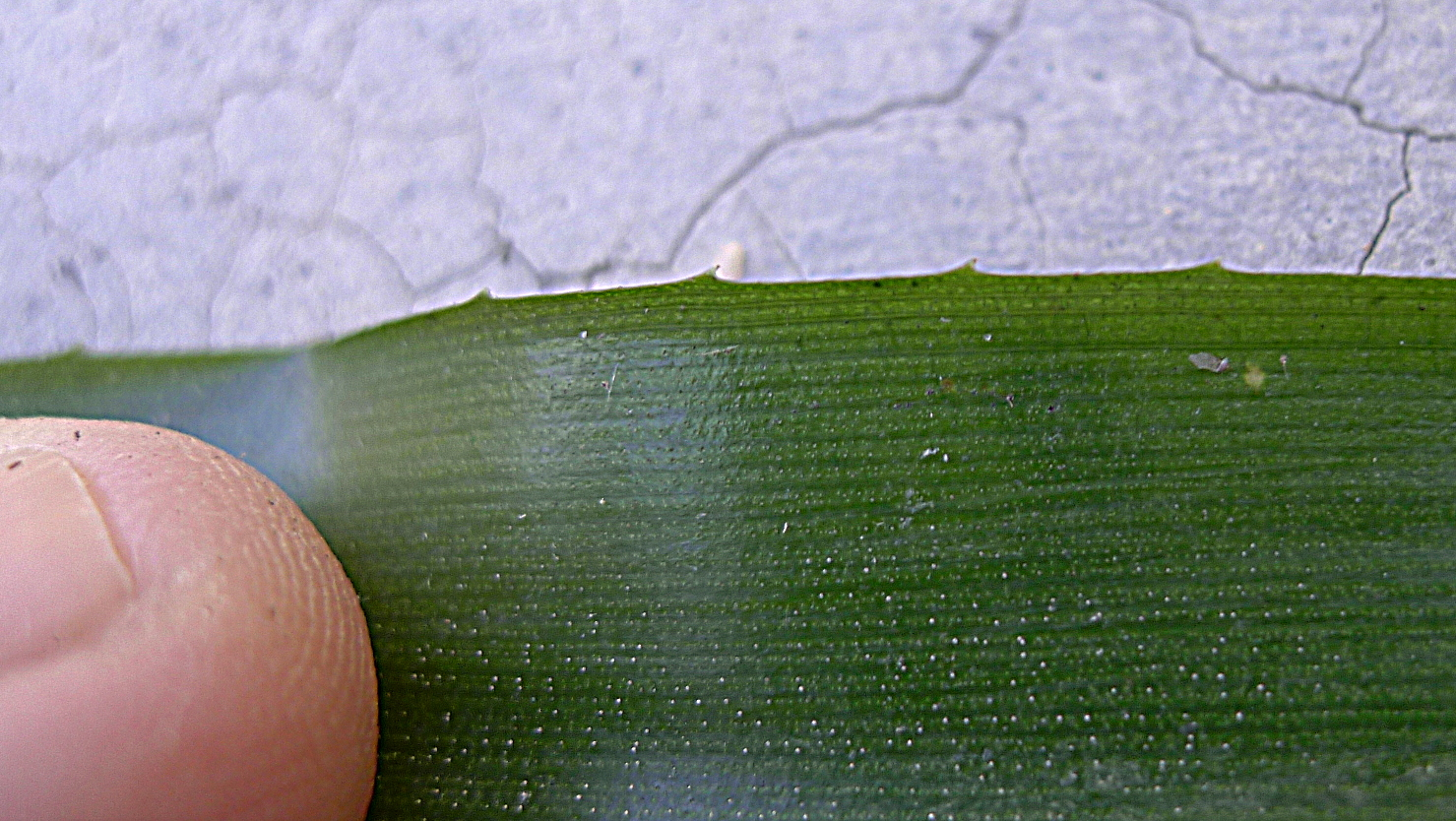
葉の縁の棘状突起
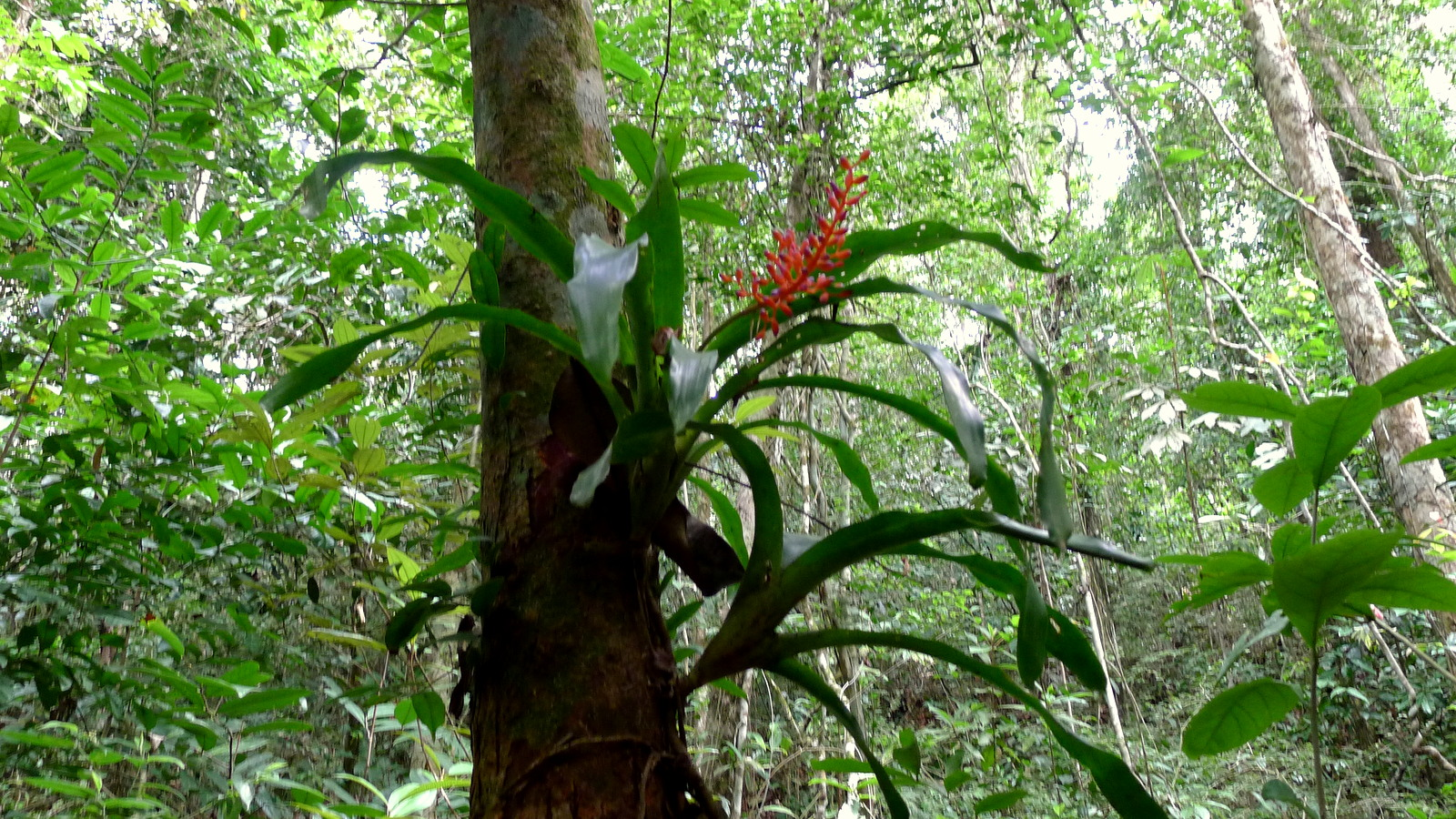
着生している様子